# Strachwitzové
Strachwitzové jsou starý šlechtický rod, který pochází ze Strachovic u Vratislavi v Dolnoslezském vojvodství.

## Historie
První zmínka o rodu pochází z roku 1285; prvním známým předkem byl Woislaus de Strachowitz. Podle legendy se roku 1241 zúčastnili bratři z Strachowic bitvy u Lehnice. Přežil pouze jeden z bratří, který se poté stal předkem rytířské rodiny Strachwitz. Svobodnými pány se Strachwitzové stali v roce 1630 a titul hrabě Strachwitz von Gross-Zauche und Camminetz získali koncem 18. století.
Jedna rodová větev se v 19. století usadila na Moravě. Starší z ní se dále rozdělila - na Moravě a ve Slezsku se usadila větev hraběte Karla (1796–1866), který zakoupil slezský statek Hošťálkovy, mladší získala moravský statek Šebetov.
V červnu 1945 požádal Hugo Strachwitz pro sebe i rodinu o změnu příjmení na česky psané Strachvic.

## Erb
Erb tvoří čtvrcený štít se středním štítkem. V něm je ve stříbře černá orlice se zlatou zbrojí, korunou a perisoniem na křídlech. V prvním a čtvrtém zlatém poli je uťatá černá kančí hlava s červeným řezem, druhé a třetí pole je děleno pětkrát zlatě a černě a v každém pásu má po dvou lasturách opačných tinktur.
Prvním klenotem umístěným zprava jsou otevřená orlí křídla s figurou 2. a 3. pole (pokryvadla černo-zlatá a červeno-zlatá). Druhým klenotem zprava je černá, zlatě korunovaná a ozbrojená orlice s žezlem v pravém a mečem v levém spáru (pokryvadla černo-stříbrná). Třetím klenotem zprava je stříbrné a černé pštrosí pero (pokryvadla černo-zlatá a červeno-zlatá).

## Sídla a panství

### České země
Strachwitzové na území Čech a Moravy vlastnili například panství Zdounky, Hošťálkovy, Velké Kunětice a Šebetov.

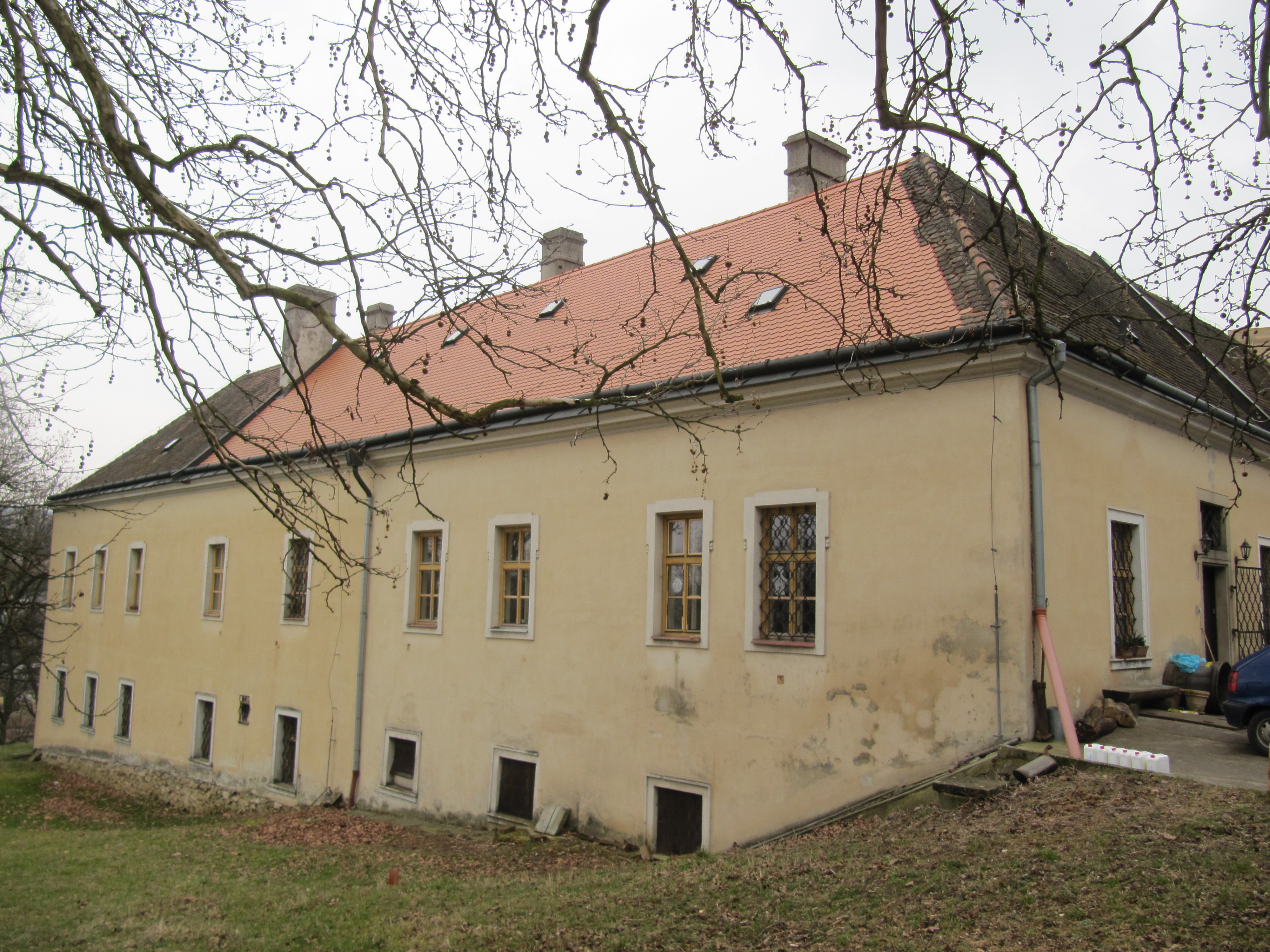
zámek Zdounky

### Slezsko

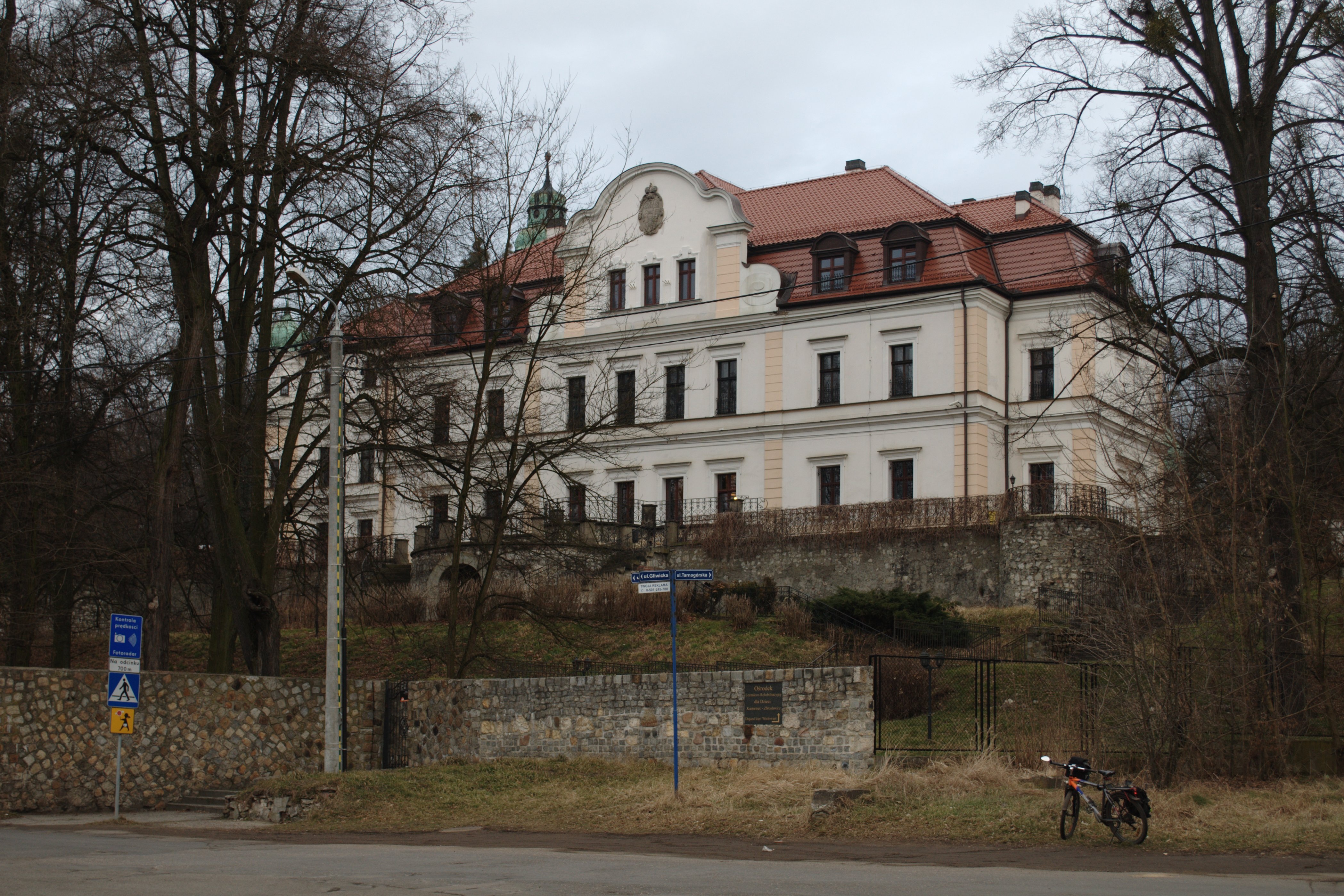
Zámek Kamieniec (Kamienitz)
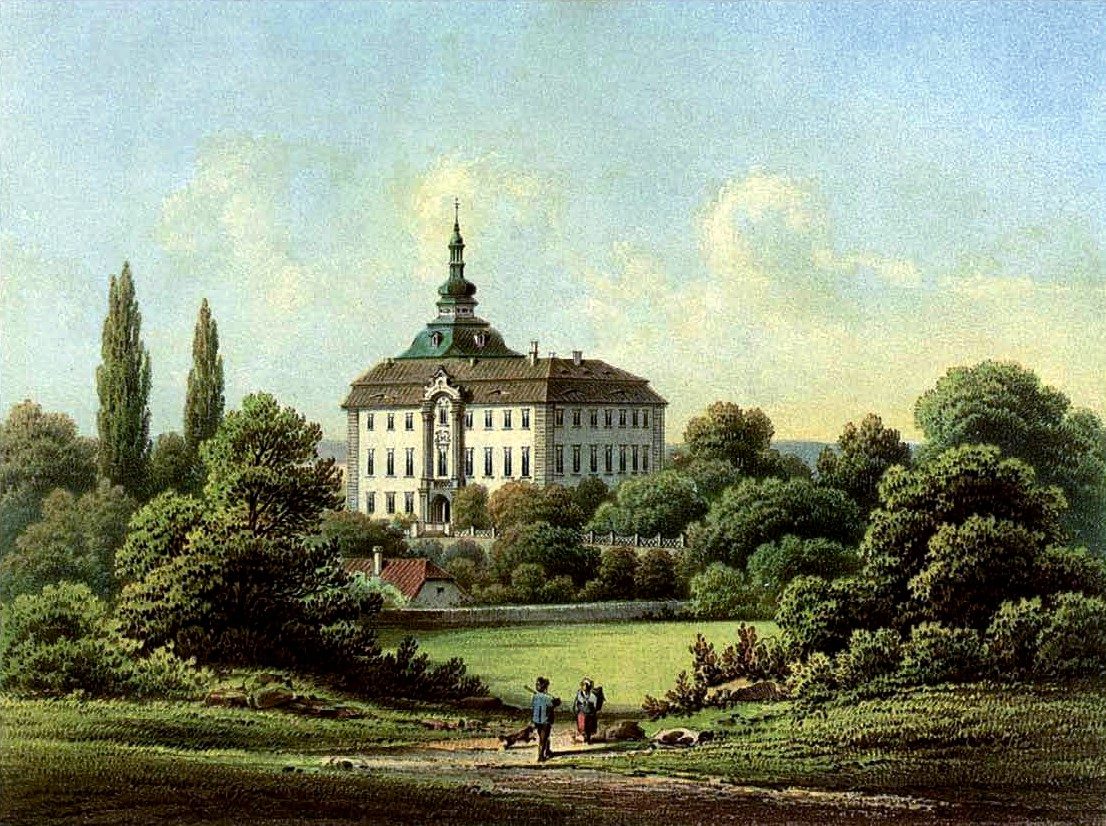
Zámek Kamieniec Śląski (Gross Stein)
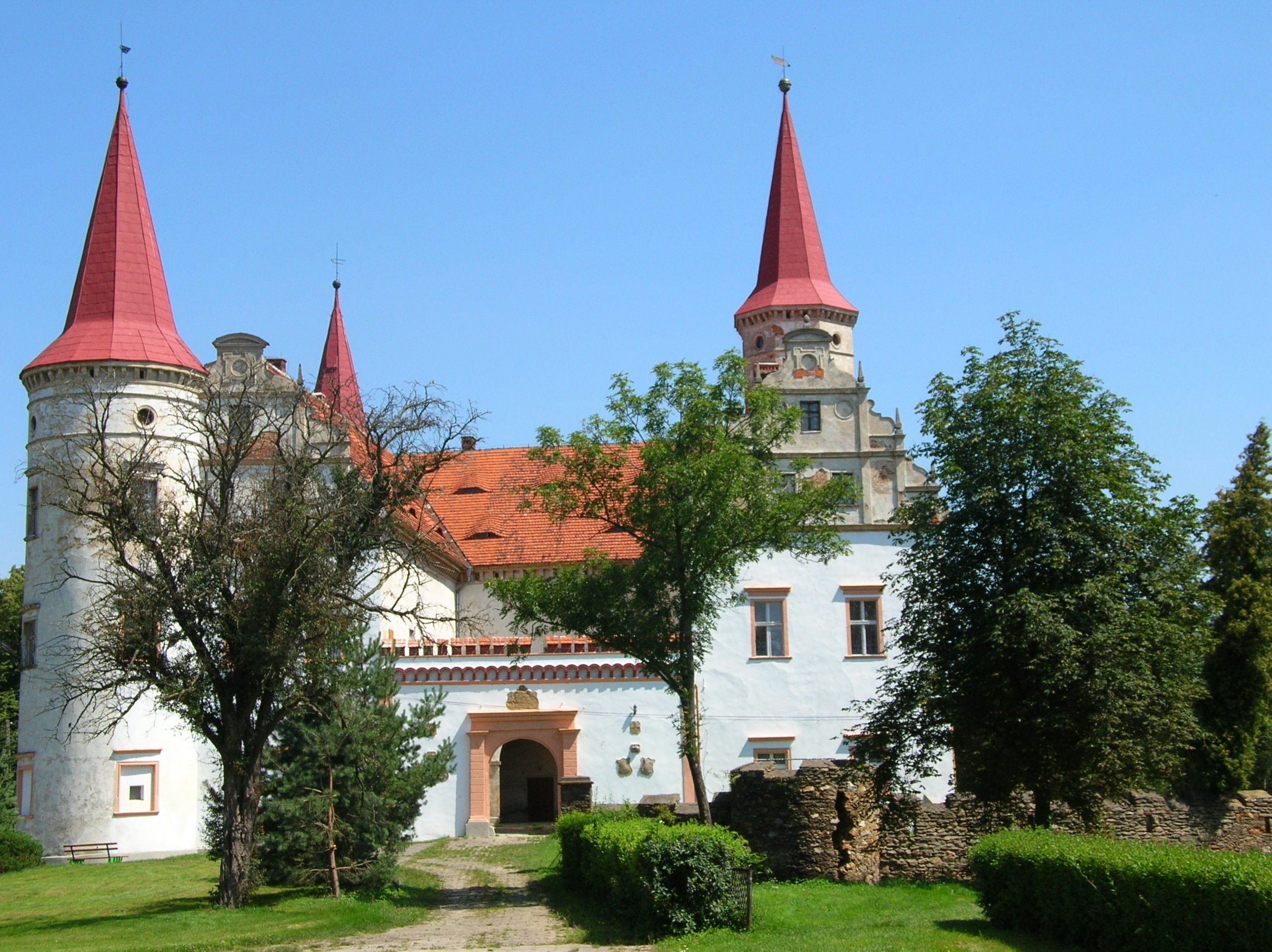
Zámek Stoszowice (Peterwitz)
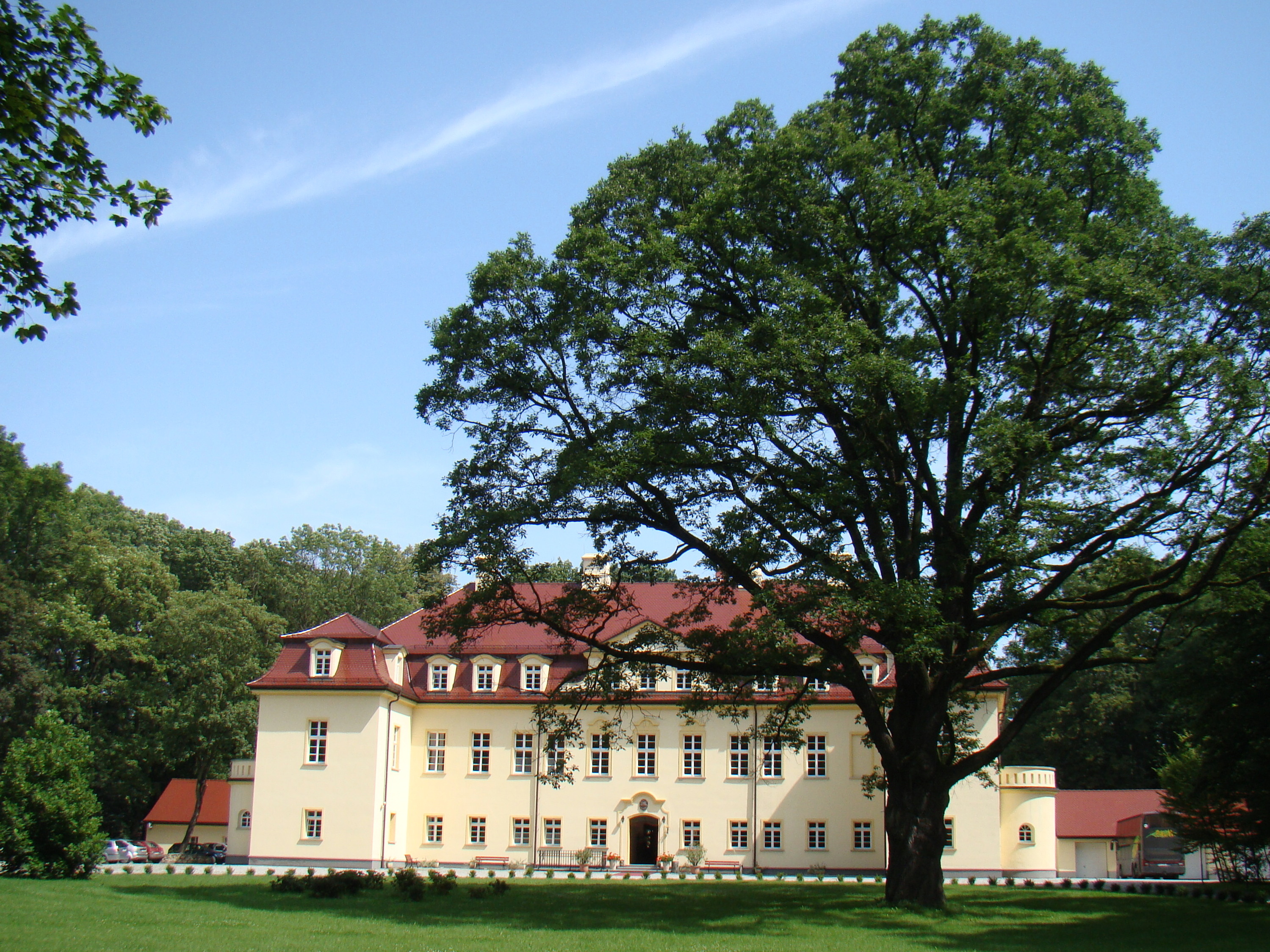
Zámek Izbicko (Stubendorf)
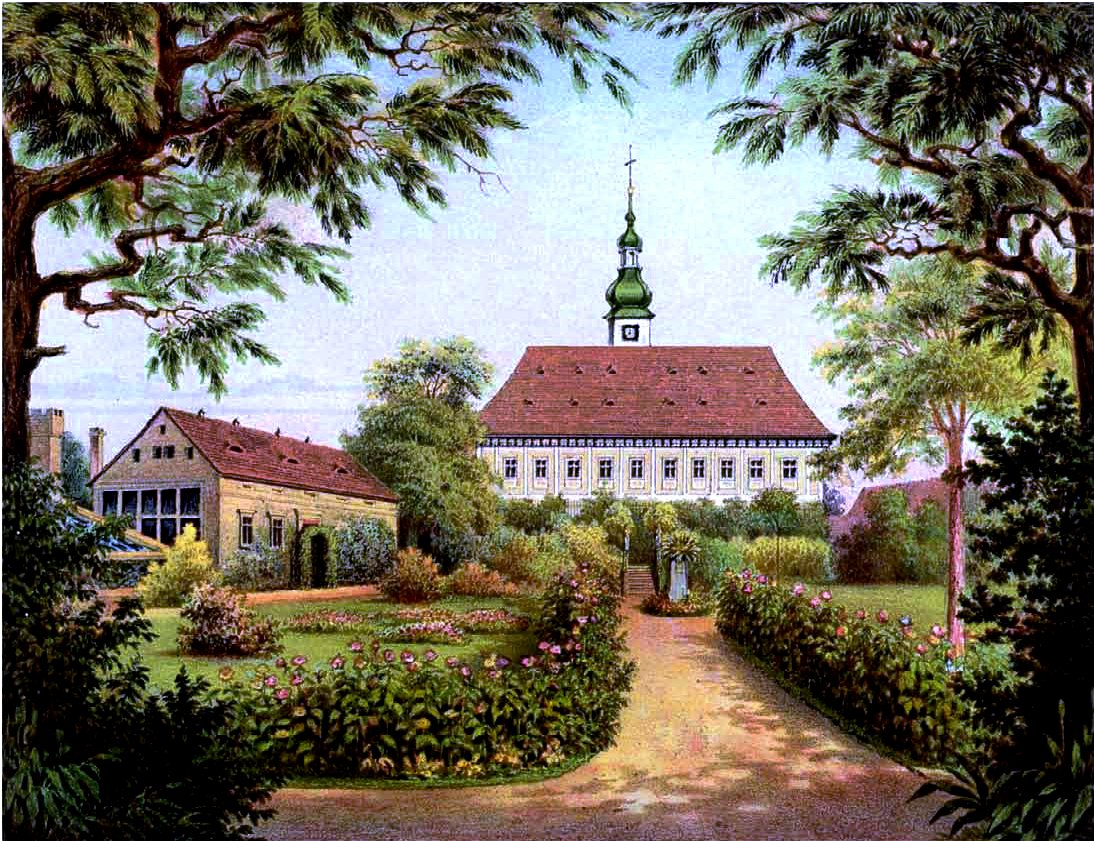
Zámek Bobolice (Schräbsdorf)

### Jižní Tyrolsko, Rakousko, Bavorsko

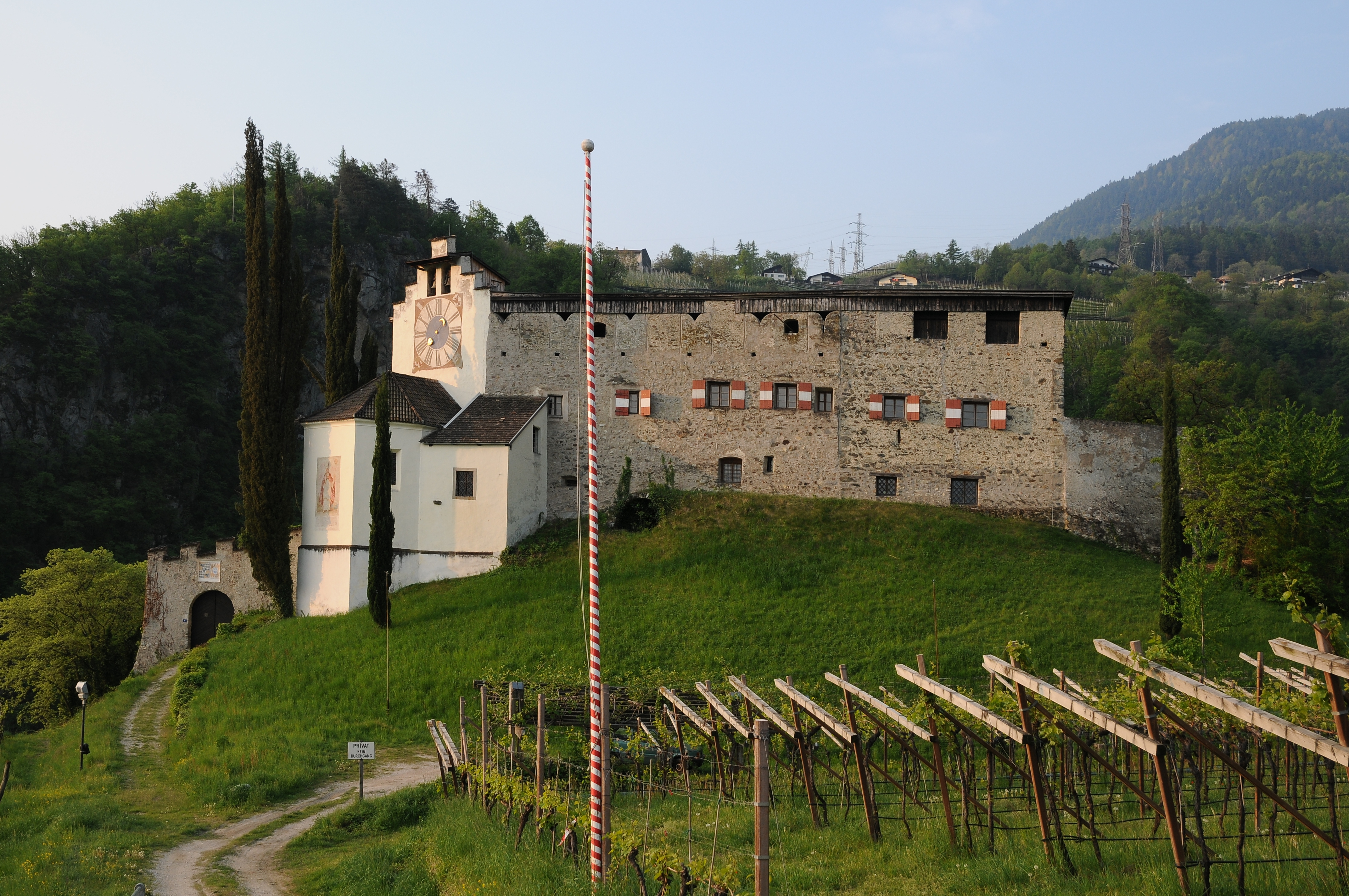
Zámek Braunsberg, jižní Tyrolsko
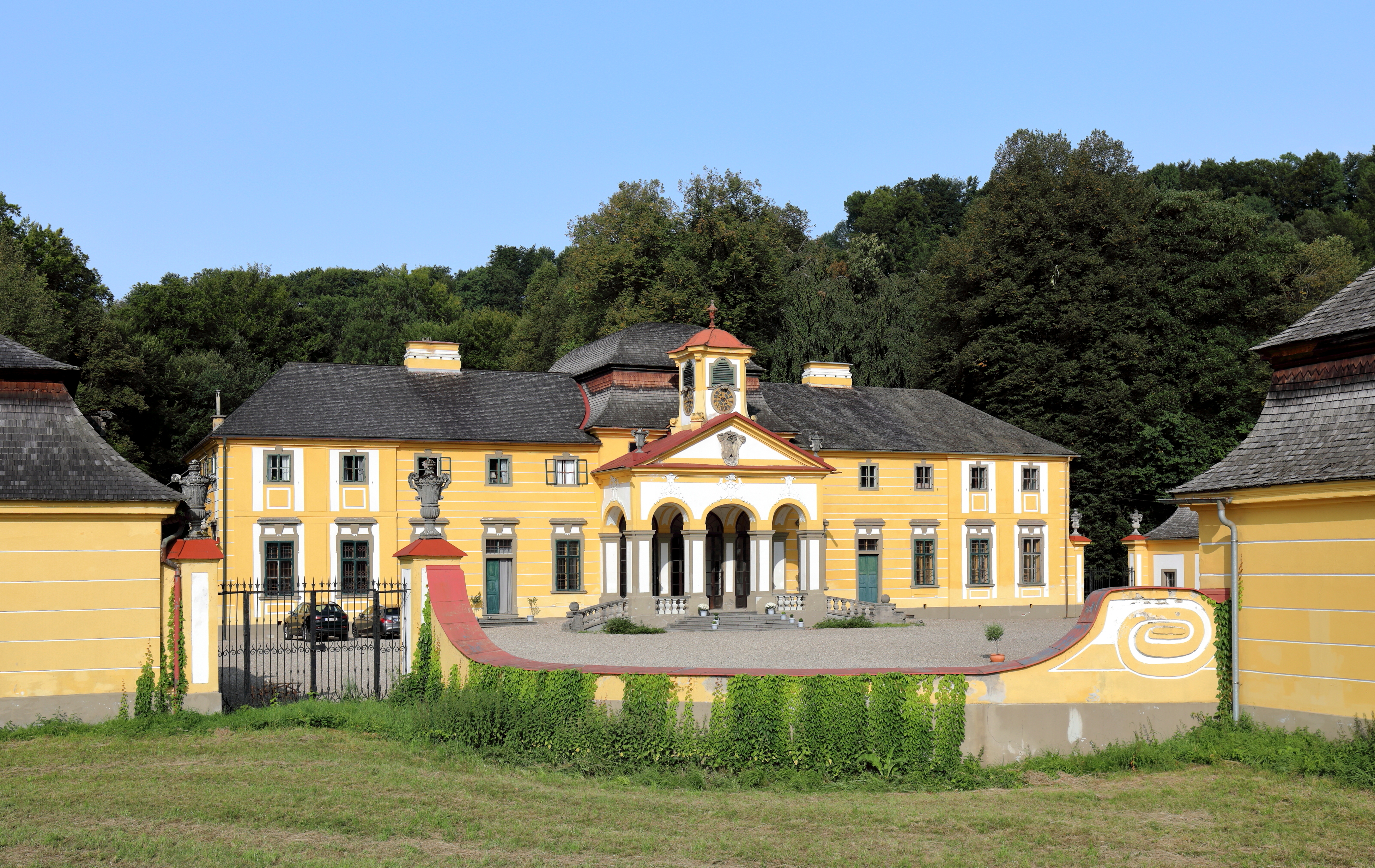
Zámek Neuwartenburg, Horní Rakousy
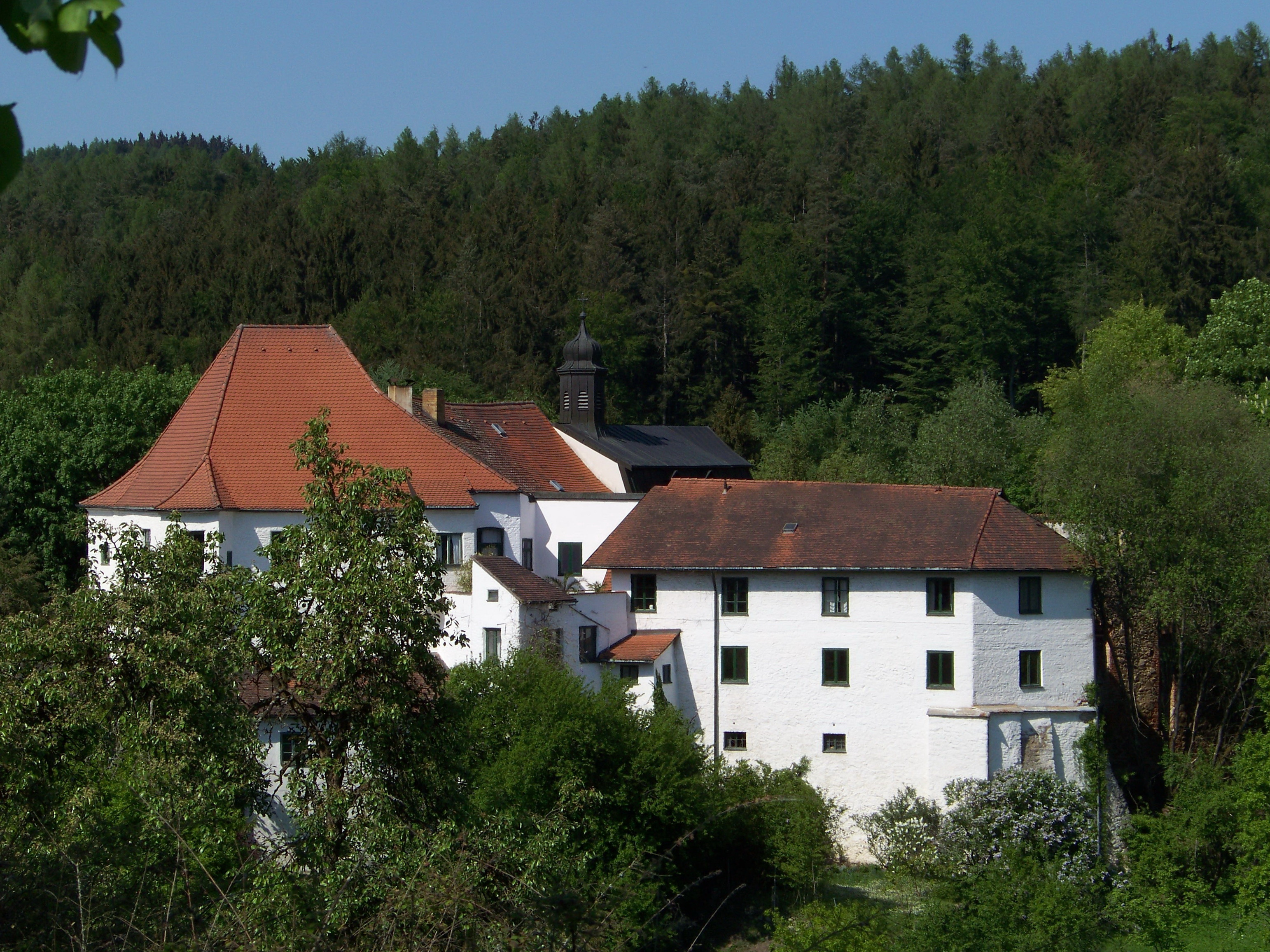
Zámek Saulburg, Dolní Bavorsko

## Členové rodu
- Jan Mořic Strachwitz (1721–1781), v letech 1761–1781 pomocný biskup ve Vratislavi a mezi lety 1766 a 1781 správce pruské části diecéze (slezská větev)
- Hugo Strachwitz (1826–1904), přešel z pruské do rakouské armády
- Bedřich Strachwitz (1867–1927), manželka Karolina Thurn-Taxis (1875–1940), sňatkem získal statek a zámek ve Zdounkách, který se stal sídlem rodu.
- Hugo Strachwitz (1900–1978), manželka Anna Marie Czerninová (1905-1993). V letech 1938 a 1939 se zúčastnil všech tří deklarací zástupců české a moravské šlechty, které vyjádřily podporu české státnosti. Působil v protinacistickém odboji, po roce 1948 vystaven perzekucím a vězněn.
- Bedřich Strachvic (*1930), po roce 1948 vystaven perzekucím a vězněn, později emigroval
- Karel Strachvic (1933–1998)